# 단 은도예
단 아산 은도예(프랑스어: Dan Assane Ndoye, 2000년 10월 25일 ~ )는 스위스의 축구 선수로 현재 잉글랜드 프리미어리그의 노팅엄 포리스트에서 공격수, 윙어로 활약하고 있다.